# Henry Stanley (attore)
Henry Stanley (New York, 25 gennaio 1864 – ...) è stato un attore statunitense del cinema muto.

## Filmografia
- The Debt Repaid, regia di William F. Haddock - cortometraggio (1910)
- The Padre's Secret, regia di William F. Haddock - cortometraggio (1910)
- Love's C. Q. D., regia di William F. Haddock - cortometraggio (1910)
- The Stranded Actor, regia di William F. Haddock - cortometraggio (1910)
- The Ruling Passion, regia di William F. Haddock - cortometraggio (1910)
- A Postal Substitute, regia di William F. Haddock - cortometraggio (1910)
- A Woman in the Case, regia di William F. Haddock - cortometraggio (1910)
- Return of Ta-Wa-Wa, regia di William F. Haddock - cortometraggio (1910)
- The Romance of Circle Ranch, regia di William F. Haddock - cortometraggio (1910)
- Tony, the Greaser, regia di William F. Haddock - cortometraggio (1911)
- My Prairie Flower, regia di William F. Haddock - cortometraggio (1911)
- The Snake in the Grass
- The 'Schoolmarm' of Coyote County
- Jack Mason's Last Deal
- An Unwilling Cowboy
- The Spring Round-Up
- The Immortal Alamo, regia di William F. Haddock - cortometraggio (1911)
- Bessie's Ride, regia di William F. Haddock - cortometraggio (1911)
- The Stolen Grey, regia di Gaston Méliès - cortometraggio (1911)
- Mexican as It Is Spoken
- The Ranchman's Debt of Honor
- Dodging the Sheriff
- A Man Worthwhile
- Making Good
- Judgment of the Sea
- Foiling Fickle Father
- Maid of the Mountains - cortometraggio (1913)
- A Tenderfoot Hero
- Magic Melody
- When the Clock Stopped
- Turning the Table
- Her Father, regia di Bertram Bracken - cortometraggio (1913)
- Life, Love and Liberty, regia di Bertram Bracken (1913)
- The Path of Sorrow, regia di Bertram Bracken (1914)
- The Squire's Mistake (1914)
- The Eternal Duel, regia di Bertram Bracken (1914)
- The Intrigue (1914)
- A Romance of the Northwest
- Professor Oldboy's Rejuvenator (1914)
- St. Elmo, regia di J. Gordon Edwards (1914)
- Gypsy Love, regia di Henry Otto (1914)
- The Hunchback of Cedar Lodge (1914)
- The Human Soul (1914)
- The Square Triangle, regia di Bertram Bracken (1914)
- The Vow - cortometraggio (1914)
- The End of the Bridge - cortometraggio (1914)
- The Dream of Loco Juan (1914)
- The Girl Stage Driver, regia di Webster Cullison (1914)
- The Higher Impulse, regia di Lucie K. Villa (1914)
- Within an Inch of His Life, regia di Webster Cullison (1914)
- A Voice in the Night
- The Acid Test
- The Oath of Smoky Joe
- Saved by Telephone
- The Quality of Forgiveness
- The Long Shift
- Ima Simp, Detective  - cortometraggio (1915)
- Shadows of the Harbor
- Beulah, regia di Bertram Bracken (1915)
- Man and the Outlaw
- The Decoy - cortometraggio (1915)
- The Bridge of Sighs, regia di Bertram Bracken (1915)
- Neal of the Navy
- Zablitzky's Waterloo
- A Rose Among the Briars
- The Birth of a Man
- The Broken Promise
- Child of Fortune
- The Flirting Bride - cortometraggio (1916)
- The Sand Lark, regia di E.D. Horkheimer e H.M. Horkheimer - cortometraggio (1916)
- From the Deep
- The Girl Who Doesn't Know
- The Jaws of Justice
- The Confession, regia di Bertram Bracken (1920)